# Scarus rubroviolaceus

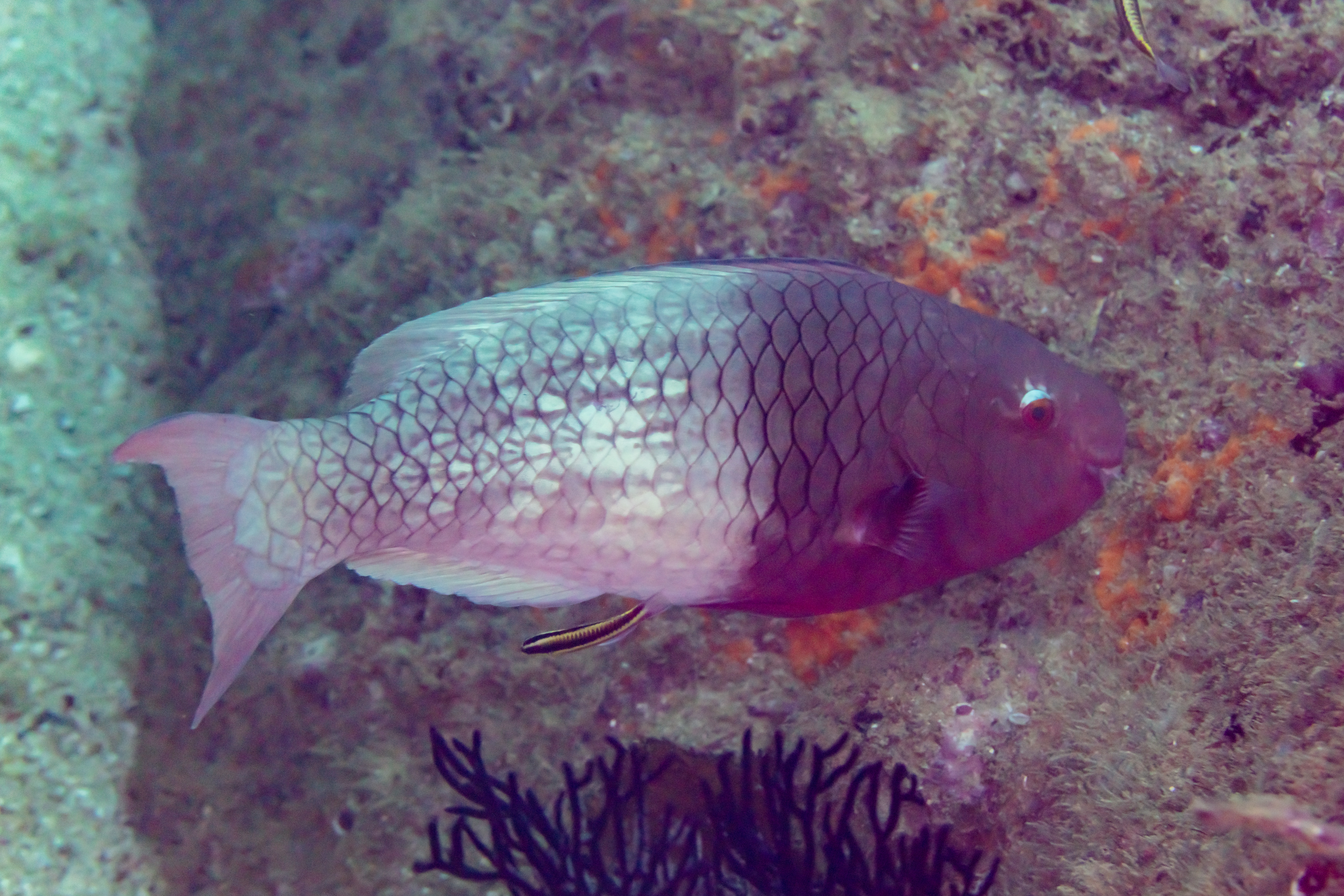
Ejemplar en Baja California, México.

Scarus rubroviolaceus es una especie de peces de la familia Scaridae en el orden de los Perciformes.

## Morfología
Los machos pueden llegar alcanzar los 70 cm de longitud total.

## Distribución geográfica
Se encuentra desde el África Oriental hasta Durban (Sudáfrica), las Tuamotu, las islas Ryukyu, las Hawái , Shark Bay (Australia Occidental) y el sur de la Gran Barrera de Coral. También en Pacífico oriental (desde el golfo de California hasta las islas Galápagos).